# Phare de Skagatá
Le phare de Skagatá est un phare situé dans la région de Norðurland vestra. Il marque l'entrée occidentale du Skagafjörður. 